# Спейсбас
Спейсбас (англ. Spacebus) — общее название семейства космических платформ для создания геостационарных телекоммуникационных спутников связи разрабатываемых с начала 1980-х годов франко-итальянской компанией Thales Alenia Space. Производство самих платформ сосредоточено в Каннском Космическом Центре Мандельё, в то время как модули полезной нагрузки производятся в Тулузе.

## История
Spacebus первоначально производилась фирмой Aérospatiale, а затем была продана Alcatel Alenia Space (с 2006 года Thales Alenia Space).
Первый спутник Спейсбас, Arabsat-1A, был запущен в 1985 году. С тех пор, на конец 2011 года, были запущены шестьдесят пять спутников, и ещё 7 находятся в разных стадиях изготовления.
Всего было разработано несколько вариантов Спейсбас: Spacebus 100, Spacebus 300, Spacebus 2000, Spacebus 3000 и Spacebus 4000. С каждой новой серией размеры и мощность спутников растут: с начала разработки, масса возросла в 6 раз, а энергия, вырабатываемая на борту — в 12 раз. Серийный номер обычно указывает на весовую категорию спутников в момент создания серии: Spacebus 2000—2000 кг, Spacebus 4000 — 4000 кг, и т. д.

## Spacebus 4000
В настоящее время Thales Alenia выпускает несколько конфигураций Spacebus 4000, которые различаются по размеру, массе, массе полезной нагрузки и мощности электрического системы.
Общие характеристики Спейсбас:
- Общая масса 3000 — 5900 кг;
- Масса модуля полезной нагрузки до 1100 кг: 80-100 активных транспондеров (105/110 Вт в Ku-диапазоне);
- Работа в X-, S-, L-, Ku- и Ka-диапазонах;
- Мощность выделяемая для модуля полезной нагрузки: от 3 до 12 кВт (до 16 кВт общая мощность солнечных батарей в начале срока активной эксплуатации);
- До 10 больших антенн (от 2.4 х до 3.2 х 2.4 м);
- Стабилизация с точностью лучше, чем 0,1°;
- Совместимость со всеми современными ракетами-носителями;
- Блок управления Avionics 4000: шина 100 В.

| Масса, кг                       | 2900 — 3500     | 4100            | 4500            | 4850            | 5300            | 5900            |
| Мощность выделяемая для ПН, кВТ | 4,7 — 5,5       | 6               | 6               | 8               | 10              | 12              |
| Габариты, м                     | 1,8 × 2,3 × 2,8 | 1,8 × 2,3 × 3,7 | 2,0 × 2,2 × 4,0 | 2,0 × 2,2 × 4,5 | 2,0 × 2,2 × 5,1 | 2,0 × 2,2 × 6,6 |

## Архитектура Спейсбас
Как и большинство спутниковых платформ, Спейсбас состоит из 2 модулей: Модуля служебных систем и Модуля полезной нагрузки.
- Модуль служебных систем (МСС) основан на углепластиковой Центральной Трубе (ЦТ), которая проходит через всю конструкцию КА и прикрепляется к ракете-носителю во время запуска. ЦТ несёт на себе все остальные элементы модуля: солнечные и аккумуляторные батареи, апогейный двигатель с цистернами для горючего, двигатели коррекции и удержания, и другие компоненты[3].
- Модуль полезной нагрузки (МПН) представляет собой Н-образную структуру, которая несёт на себе все ретрансляционное оборудование и антенны. Внутренняя панель, параллельная плоскости разделения с ракетой-носителем, крепится к ЦТ и соединяет две другие панели (Северную и Южную). На всех трёх панелях МПН устанавливается ретрансляционное и вспомогательное оборудование. Отражатели антенн устанавливаются на Восточной и Западной сторонах у основания ЦТ, тогда как сами антенны на панелях рядом с Земной панелью Спейсбас. Таким образом, можно использовать всю длину платформы для увеличения фокусного расстояния антенн. Кроме того, на Земной панели крепятся более сложные или перенацеливаемые антенны[3].

### Солнечные батареи
В настоящее время (2010) в системе электроснабжения используются солнечные батареи Solarbus, использующие технологию LPS (Lightweight Panel Structure, «Лёгкая Структура Панелей») основанные на кремниевых элементах. В 7-панельной версии, максимальная выделяемая мощность составляет 15 кВт в конце срока активной эксплуатации спутника. В случае необходимости, новые галлиево-арсенидные (GaAs) элементы могут быть использованы в панелях, что увеличит производимую мощность до 23-29 кВт в начале срока активной эксплуатации.

### Аккумуляторы
В настоящее время на спутниках построенных на Спейсбас используются литиево-ионные аккумуляторы французской фирмы Saft моделей Ves 140 и VES 180.
Классические аккумуляторы Saft VES 140 номинальным напряжением 3,6 В обладают энергетической плотностью 126 Вт*ч/кг и напряжением в конце зарядки 4,1 В. Более новые Saft VES 180, также номинальным напряжением 3,6 В и напряжением в конце зарядки 4,1 В, обладают более высокой энергетической плотностью — 175 Вт*ч/кг.

### Система терморегулирования
Спейсбас использует систему пассивного терморегулирования целью которой является поддержание температуры работы оборудования в допустимых пределах. Система осуществляет отвод тепла от панелей с оборудованием с помощью теплообменников соединённых с солнечными отражателями расположенными на Северной и Южной панелях платформы. С другой стороны, бортовой компьютер запрограммирован активно контролировать температуру некоторых устройств и приборов и предотвращает их перегрев.

### Двигательная установка
Спутники на базе Спейсбас оборудованы двухкомпонентной апогейной двигательной установкой для совершения манёвра повышения орбиты (с геопереходной до геостационарной) после отделения от разгонного блока ракеты-носителя. Для удержания орбиты по широте и по долготе используется система на базе плазменных двигателей PSS-1350 (копия российских СПД-100).

### Система ориентации и стабилизации
На спутниках Спейсбас используется трёхосная система стабилизации состоящая из солнечных и земных инфракрасных датчиков (SRES и IRES), а также звёздных датчиков.